# Malvina Kaplan
Malvina Kaplan (hebr. ‏מלוינה קפלן‎) (ur. 1913 w Łodzi, zm. 1987 w Tel Awiwie-Jafie, Izrael) – izraelska malarka pochodzenia polskiego.

## Życiorys
Urodziła się w 1913 w Łodzi jako Malbina (Melwina) Kaminer w zamożnej rodzinie pobożnych Żydów. Już w dzieciństwie przejawiała zdolności plastyczne, w związku z tym, mimo przestrzegania rygorów religijnych ojciec zatrudnił malarza, który udzielał jej lekcji rysunku i malarstwa. W 1937 rozpoczęła studia na Akademii Sztuk Pięknych w Warszawie, ale jej naukę przerwał wybuch II wojny światowej. W 1940 poślubiła Mosze Kaplana i zamieszkała w Częstochowie, gdzie razem z mężem zostali uwięzieni w getcie. Przed likwidacją getta udało się im zdobyć fałszywe dokumenty tożsamości i uciec do Niemiec, gdzie pracowali w rolnictwie i przemyśle. W 1944 odkryto ich żydowskie pochodzenie, Malvina trafiła wówczas do obozu Auschwitz, a następnie przetransportowano ją do Ravensbrück i Malchow. W kwietniu 1945 została ewakuowana w ramach akcji „Białe autobusy” do Szwecji, gdzie przeszła kurację rehabilitacyjną i rozpoczęła pracę w pracowni projektowania sztuki użytkowej. W tym czasie odnalazł ją mąż, w Szwecji urodziła córkę, w 1947 cała rodziną wyjechali do Mandatu Palestyny. Zamieszkała w Tel Awiwie, ale miesiące letnie spędzała w Safed

## Twórczość
Wczesne obrazy Malviny Kaplan powstawały w stylu impresjonizmu, którego nauczyła się mieszkając w Polsce. Po zamieszkaniu w Tel Awiwie postanowiła zmienić styl i rozpoczęła studia w Instytucie Avi. Twórczość Malviny Kaplan, która powstała po przybyciu do Izraela powstawała w technice olejnej, akwareli i technikach mieszanych. Często malowała sceny rodzajowe, martwe natury, ale zdarzało się, że przedstawiała również postacie ludzkie. Miesiące letnie spędzała w swojej pracowni w dzielnicy artystów w Safed.